# Polyommatus brunnea
Polyommatus brunnea är en fjärilsart som beskrevs av Fuchs 1900. Polyommatus brunnea ingår i släktet Polyommatus och familjen juvelvingar. Inga underarter finns listade i Catalogue of Life.